# Marie Michaela Šechtlová
Marie Michaela Šechtlová (* 17. března 1952 Praha) je česká malířka, fotografka, grafička, autorka exlibris, majitelka uměleckého ateliéru Šechtl a Voseček v Táboře.

## Život
Narodila se v Praze 17. března 1952, ale dětství prožila v Táboře. Patří do čtvrté generace slavného umělecko-fotografického rodu Šechtlů. Její předek Ignác Šechtl byl českým fotografem, průkopníkem kinematografie a založil rodinnou fotografickou tradici. Rodiče Josef a Marie Šechtlovi do roku 1953 vlastnili fotografický ateliér Šechtl a Voseček, ve své době největší v jižních Čechách, posléze združstevněný. Roku 1957 byl její otec za malý přestupek odsouzen k ročnímu vězení. V době otcovy nepřítomnosti rodina přišla o unikátní fotoarchiv. Po svém propuštění otec rezignoval na svou kariéru a všestranně pomáhal své manželce Marii. Ta se pak v 60. letech stala jednou z předních představitelek české fotografie.
V Lidové škole umění v Táboře docházela na výuku k malíři Karlu Valtrovi. V Praze vystudovala střední odbornou školu (Výtvarná škola Václava Hollara)´u profesorů Václava Kytky a Ladislava Jirky. Na Vysoké škole uměleckoprůmyslové studovala v letech 1971 až 1977 ilustraci a plakát. Jejími profesory byl Jiří Andrle, Jiří Mikula. Knižní grafiku studovala v ateliéru profesora Zdeňka Sklenáře. Žila nejdříve v Praze, později se s rodinou přestěhovala do Tábora.

## Dílo

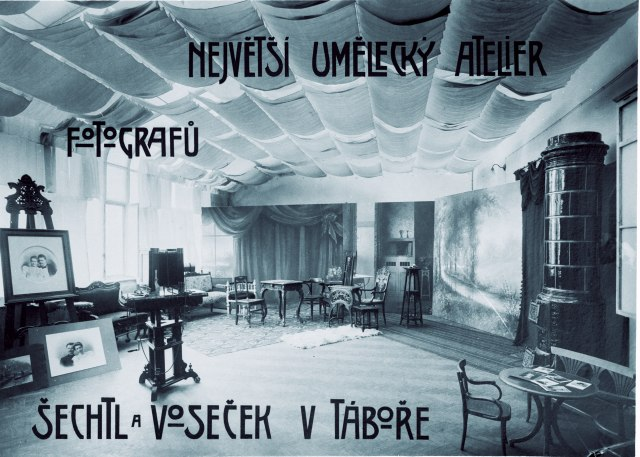

Od dokončení studií se věnovala volné grafice a ilustraci. Pracuje s výtvarnou technikou mezzotinty a suché jehly i barevné litografie. Její cyklus mezzotint Poema hory a Poema konce je v Národní galerii v Praze. V roce 1989 předal kardinál František Tomášek papeži Janu Pavlovi II. její cyklus mezzotint Růženec při příležitosti blahoslavení Anežky České. Je autorkou řady ex libris. Své první ex libris vytvořila na zakázku pro profesora Václava Šmejkala, pokladníka Spolku sběratelů a přátel exlibris a uznávaného sběratele. Zabývá se tvorbou novoročenek i počítačovou grafikou a ve spolupráci s architekty vytváří mozaiky. Její grafika, fotografie, novoročenky, exlibris jsou též naskenovány a zpřístupněny prostřednictvím webové stránky. Od roku 2002 pracuje na obsáhlém cyklu olejů na plátně se souhrnným názvem Stromy. Vystavovala na autorských výstavách doma i v zahraničí i na kolektivních výstavách umělců. Pravidelně se zúčastňovala Vltavotýnských dvorků. Od roku 2004 se vedle grafické tvorby zabývá, se svými dětmi Janem a Evou fotografiemi, které zůstaly z archivu ateliéru Šechtl a Voseček.

### Členství
- Spolek českých umělců grafiků Hollar
- Nové sdružení pražských umělců
- Svaz českých výtvarných umělců
- Asociace jihočeských výtvarníků
- Spolek sběratelů a přátel exlibris

### Ocenění
- 1994 – Čestné uznání v Concorso, exlibris Lago Maggiore
- 1997 – Čestné uznání v soutěži o nejkrásnější exlibris na téma Prostějov

### Výstavy autorské (výběr)
- 1982 Čs. spisovatel Praha
- 1993 Galerie Atelier Mondorf, Lucemburg
- 1997 Litografie, Galerie M, Luzern Švýcarsko
- 1997 Mezzotinta, Arundel, Anglie
- 1998 Arc Club Týn nad Vltavou
- 2001 Grafika, Theatre Lufayette, Orinda, USA
- 2001 Theaterbilder, Schlos Wogelsang, Steyer, Rakousko
- 2002 Kolowrat Praha
- 2004 Galerie Špejchar Jindřichův Hradec
- 2006 Výtvarné centrum Chagall Ostrava
- 2006 Knížecí dvůr Hluboká nad Vltavou
- 2010 Galerie Družina Ljublaň
- 2018 Galerie U radnice Tábor

### Publikace (výběr)
- KUBÁTOVÁ, Marie. Recept na štěstí. Ilustrace Marie Michaela ŠECHTLOVÁ. Vyd. 1. Praha: Československý spisovatel, 1981. 238 s.
- SKÁLA, Ivan. Ranní vlak naděje (1955-1958). Ilustrace Marie Michaela ŠECHTLOVÁ. 3. samost. vyd. Praha: Československý spisovatel, 1987. 169 s. Klub přátel poezie. Výběrová řada.
- Šechtlová, Marie Michaela. Marie Michaela Šechtlová: grafika. V Dačicích: Městské muzeum a galerie, [1987]. 11 nečíslovaných stran.
- Nezval, Vítězslav a Stránský, Vilém, ed. Básně. Pěti originálními grafiky v mezzotintové technice vyzdobila M. M.ŠECHTLOVÁ Praha: nákladem autorky, 1989. 14 stran. ISBN 80-270-5247-5
- Výtvarní umělci Tábora sdružení v Unii výtvarných umělců, Asociaci jihočeských výtvarníků: Karel Valter, František Peterka, Bohuslav Lamač, Marie Šechtlová, Václav Dušek, Petr Brátka, Marie Michaela Šechtlová, Teodor Buzu, Ivan Uhlíř. Tábor: Město Tábor, 1996. [22] s.
- Flamand, Barbara Y. Podíl stínu. Ilustrovala M. M. ŠECHTLOVÁ. [Praha]: Onyx, 2004. 69 s.
- Šechtl, Ignác. Ignác Šechtl: Tábor 1877-1885: vizitky = cartes-de-visite. [Tábor]: Marie Michaela Šechtlová, 2009. [28] s. ISBN 978-80-904323-2-1
- Šechtl & Voseček: historie ateliéru = Šechtl & Voseček: a history of the studio. [Tábor]: Marie Michaela Šechtlová, 2009. [28] s.
- MARUNA, Jan. Colores in arboribus. Ilustrace Marie Michaela ŠECHTLOVÁ. Vyd. 1. Jindřichův Hradec: Epika 2014 ISBN 978-80-87435-71-7
- ŠECHTLOVÁ, Marie Michaela. Mojžíš v Egyptě: deset kombinovaných technik [grafika]. [Praha]: KMB, 2022. 10 grafických listů. Edice Biblos. Nová řada, svazek 6.
- Binder, Ivo et al. Šechtlová: kresba, grafika, malba = drawing, graphics, painting. Překlad Andrew Goodall. Vydání první. Tábor: Husitské muzeum v Táboře, 2022. 239 stran. ISBN 978-80-87516-79-9